# Ippomedonte

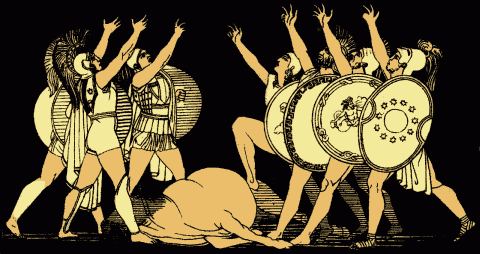
Il giuramento dei Sette

Ippomedonte (in greco antico: Ἱππομέδων?, Hippomédōn) è un eroe della mitologia greca. Era figlio di Talao, secondo Sofocle, o di Aristomaco, fratello di Adrasto e figlio di Talao. 
Era originario di Lerna dove, ancora all'epoca di Pausania, si mostravano le rovine del suo palazzo. La tradizione ci dice che era uno dei Sette che guidarono la spedizione contro Tebe, durante la quale cadde sulle mura della città, ucciso da Ismario o da Iperbio.  

## Fonti letterarie
- Eschilo: Sept. 490;
- Sofocle: Edip. Col. 1318;
- Pseudo-Apollodoro: iii. 6. § 3.